# Grapsus albolineatus
Grapsus albolineatus es una especie de crustáceo decápodo de la familia Grapsidae.

## Morfología
Su caparazón es plano y circular, rugoso, y con los márgenes laterales arqueados. Sus quelas, o pinzas, son cortas, muy pequeñas y aplanadas. Sus pereiópodos, o patas, son muy largas y acabadas en uñas puntiagudas. El último par de patas tienen el margen de la extremidad inferior aserrado. Los machos tienen las pinzas mayores que las hembras. 
La tonalidad que presenta su cuerpo es rojiza, azulada o verdosa. Sus patas son del mismo color, y presentan unas manchas irregulares, de color marrón oscuro y canela. 
Su caparazón alcanza los 37 mm de largo.

## Alimentación
Su dieta es herbívora,
aunque también se alimenta de pequeños crustáceos y peces.

## Reproducción
Como en la mayoría de braquiuros, la luz y la temperatura son los principales factores medioambientales que determinan la actividad reproductiva. La hembra incuba los huevos en su abdomen. El ciclo de vida comienza con una larga fase larval planctónica. Según madura la larva, tiene una serie de mudas que le permiten crecer y finalizar el proceso de maduración.

## Hábitat y distribución
Es una especie asociada a fondos rocosos y arrecifes, donde encuentra protección frente a grandes depredadores.
Se distribuye en el océano Indo-Pacífico, desde la costa este africana, mar Rojo, golfo de Aqaba, India, Indonesia, Pakistán, hasta Japón, Australia, e islas tropicales del Pacífico hasta Hawái y la costa de Chile.

## Galería

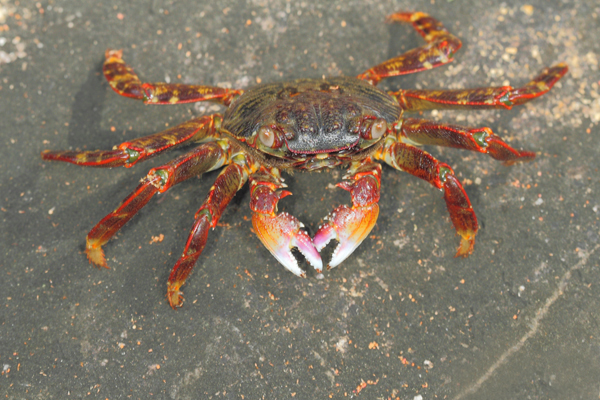
G. albolineatus en Karwar, Karnataka, India
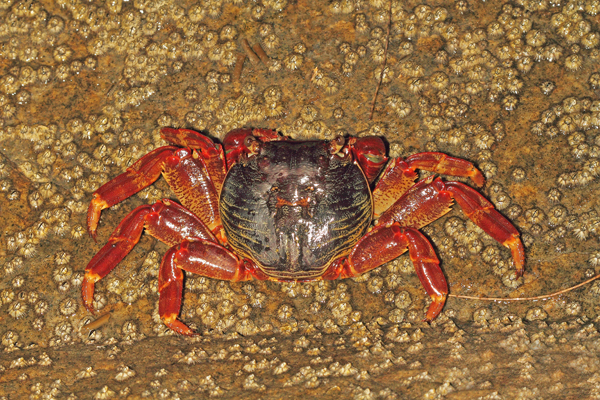
Vista superior de G. albolineatus en Karwar
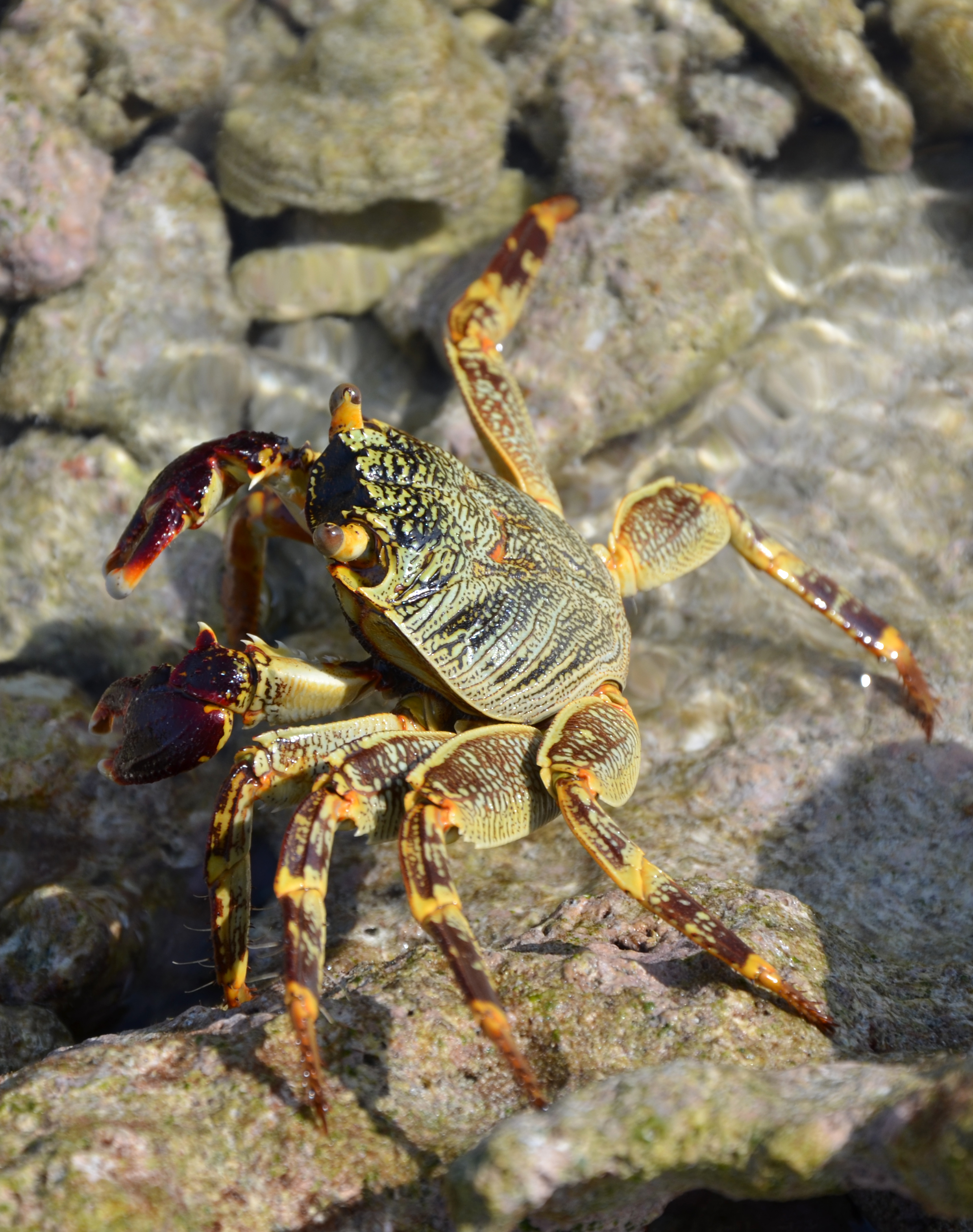
Con marea baja en Bathala, Maldivas
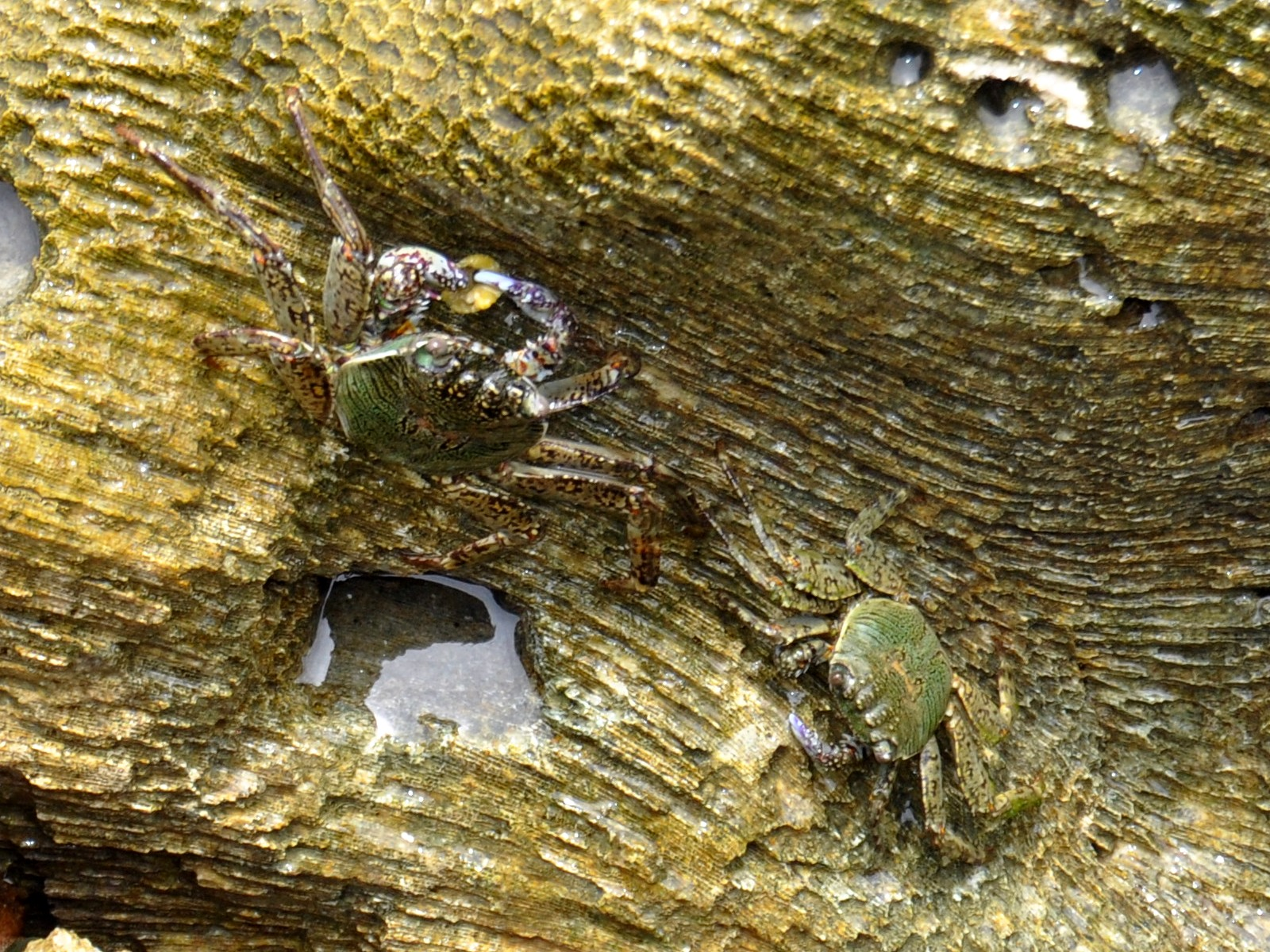
Pareja en Bantén, Indonesia
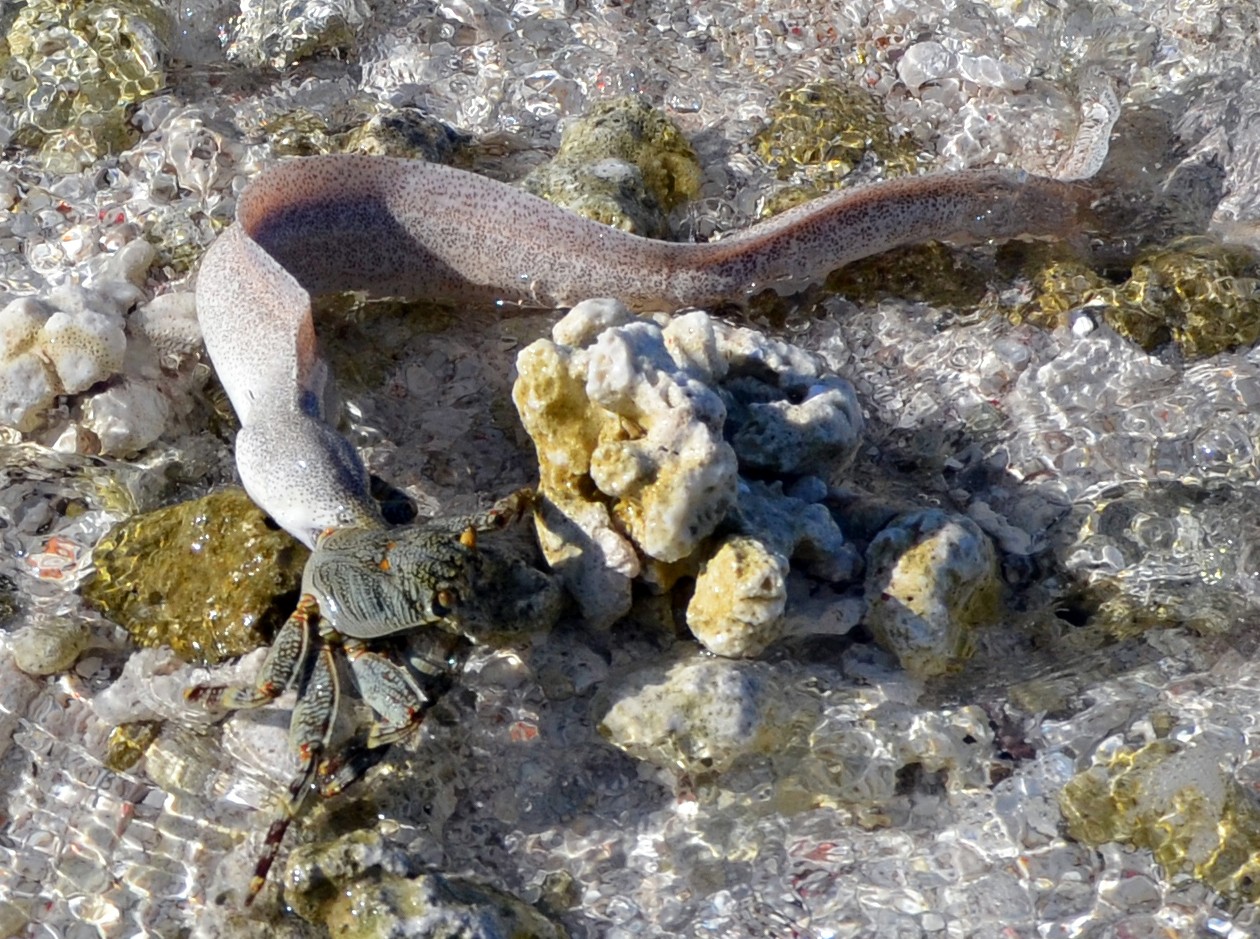
Siendo atacado por una morena Gymnothorax pictus
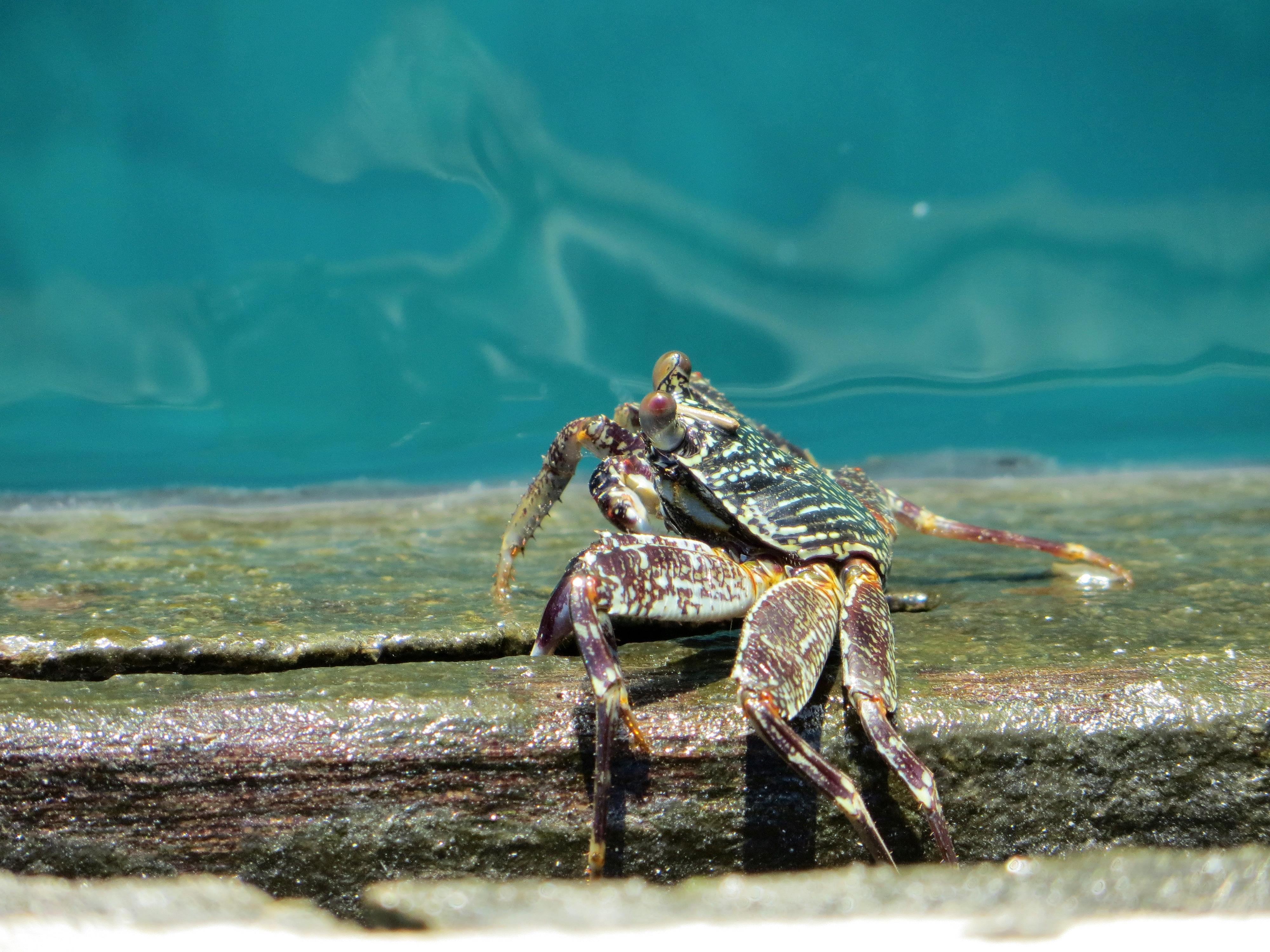
Sobre un pontón en el atolón Baa
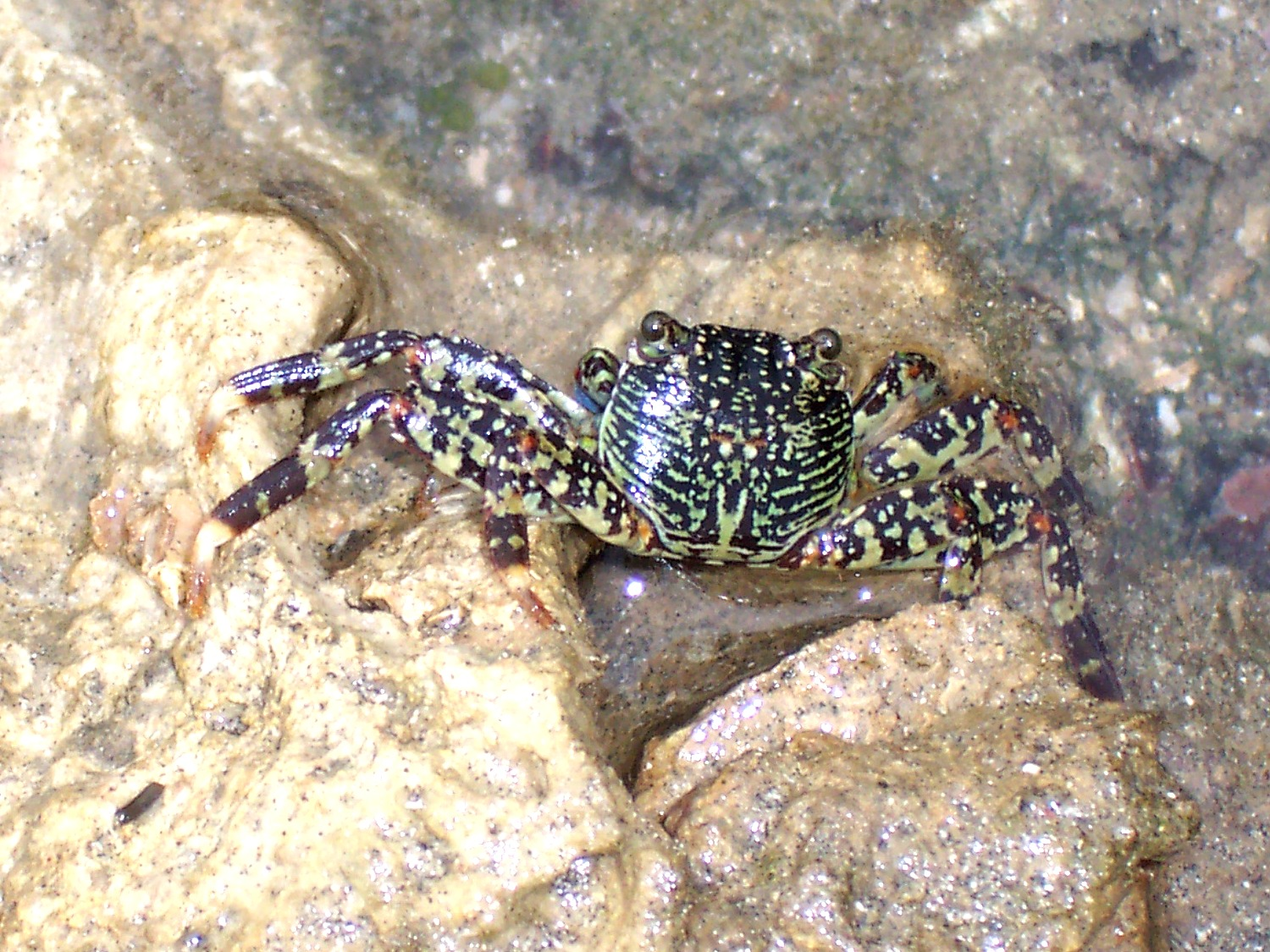
Vista superior, en Bantam